# Новороссийск (ледокол)
«Новороссийск» — российский дизель-электрический ледокол проекта 21900M или ЛК16.
Ледокол «Новороссийск» является пятым и последним судном в серии (головной ледокол — «Москва»).
Дизель-электрический ледокол модели ЛК16 «Новороссийск» был заложен 12 декабря 2012 года. Судостроитель: ПАО «Выборгский судостроительный завод» (строительный номер 231). 
7 мая 2014 года было начато формирование корпуса на самопогружной барже-площадке «Атлант». На 18 ноября 2014 года на стапель-барже «Атлант» установлена последняя кормовая секция и закончено формирование основного корпуса. 
Судно спущено на воду 29 октября 2015 года. ПАО «Выборгский судостроительный завод» в конце декабря 2015 года планировал передать ФГУП «Росморпорт» дизель-электрический ледокол проекта 21900М «Новороссийск». Как сообщил «Интерфакс», со ссылкой на генерального директора ВСЗ Александра Соловьева, передача ледокола должна состоятся в Петербурге, ориентировочный срок — 23 — 26 декабря 2015 года.
В зимнюю навигацию 2016 — 2017 годов ледокол работал в Белом море.